# 瓦哈克霍特朗特 (亞利桑那州)
瓦哈克霍特朗特（英語：Wahak Hotrontk）是位於美國亞利桑那州皮馬縣的一個人口普查指定地區。根據2010年美國人口普查，該地共人口114人，而該地的面積約為3.99平方千米。

## 地理
瓦哈克霍特朗特的座標為32°10′58″N 112°21′56″W / 32.18278°N 112.36556°W，而該地最高點為海拔高度591米（即1939英尺）。